# 向山梨花
向山 梨花（むこうやま りか、6月25日 - ）は日本の女優、 声優。静岡県浜松市出身。血液型はA型。アーティストクルー所属。

## 出演作品

### アプリ
- ブレイブダイアリー　（ジェニミ/他多数）

### ナレーション
- フランセーヌ
- 日本システムプロジェクト
- 銀座さくらや
- 虎ノ門本舗株式会社

### ゲーム
- PCゲーム　「吹奏ガールズ」　「吹奏ガールズ２」　（一戸秋子）

### TV
- シャキーン! （NHK Eテレ）
- 動物戦隊ジュウオウジャー　(テレビ朝日系)
- 痛快TV スカッとジャパン　（フジテレビ系） VTR出演
- 林先生が驚く初耳学!　(TBSテレビ系)　VTR出演
- 踊る!さんま御殿!!　（日本テレビ系）VTR出演

### WEBドラマ
- 踊る大空港　（スカイマーク社員）

### CM
- SoftBank 白戸家 ギガ物語4（コンサート篇   学生)

### 映画
- 江東区亀戸地域活性化DIプロジェクト「おそろい」　（患者）